# Ломбријаско
Ломбријаско (итал. Lombriasco) је насеље у Италији у округу Торино, региону Пијемонт.
Према процени из 2011. у насељу је живело 1007 становника. Насеље се налази на надморској висини од 243 м.

## Становништво
Према резултатима пописа становништва 2011. у општини је живело 1.056 становника.
| 1936. | 1951. | 1961. | 1971. | 1981. | 1991. | 2001. | 2011. |
| ----- | ----- | ----- | ----- | ----- | ----- | ----- | ----- |
| 954   | 972   | 848   | 858   | 864   | 937   | 1.004 | 1.056 |